# Búsqueda de localizaciones
La búsqueda de localizaciones es una etapa importante de preproducción cinematográfica y de la fotografía comercial. Una vez los guionistas, los productores o el director han decidido que tipo de escenario general necesitan para las distintas partes que se filmarán fuera del estudio, comienza la búsqueda de un lugar adecuado o "ubicación" fuera del estudio. La búsqueda de localizaciones conlleva seleccionar espacios espectaculares o especialmente interesantes para el marco de la historia explicada, para tener una base de datos de ubicaciones en caso de solicitudes.
Los buscadores de localizaciones a menudo negocian las condiciones legales para acceder o filmar en las localizaciones del rodaje.

## Requerimientos de localización
La idoneidad de una ubicación para la tarea en cuestión tiene en cuenta muchos factores, incluyendo:
- Estética general
- Costo financiero para la producción
- Viabilidad logística incluyendo, pero no limitado a distancia de la base de operaciones u otros lugares programados
- Disponibilidad de aparcamiento e instalaciones para mantener al equipo y el talento (actores principales o modelos y extras) seguros y secos en todo momento
- Disponibilidad de energía eléctrica o la viabilidad de la incorporación de generadores para las luces y los aparatos eléctricos.
- Luz disponible (interiores o exteriores) y las condiciones climáticas (al aire libre)
- El permiso del propietario y la cooperación de la ubicación y vecinos, el gobierno local y la policía

## Proceso de trabajo
Normalmente las ideas para lo que es un lugar de rodaje  se discuten entre el departamento de producción y departamento de localizaciones (podría ser en este punto que el departamento de localizaciones se crea en realidad), a continuación, se inicia la investigación para encontrar y documentar realmente esa ubicación usando explorador de localizaciones.
El personal del departamento de las localizaciones, que usualmente trabajan bajo la supervisión del jefe de localizaciones, se encargan de ofrecer ideas potencialmente útiles / viables y / o opciones para la revisión por la producción; a menudo el subdirector, el director de producción y, posteriormente, el director o incluso el productor ejecutivo en el caso del cine narrativo.
Una vez que una "lista corta", o se alcanza el consenso con indicación de los lugares con mayor potencial, los arreglos se hacen normalmente para algunos de los jefes de los otros departamentos de producción para recorrer aquellos ubicación (s) en persona cuando sea necesario para confirmar aún más la idoneidad de la ubicación (s) en cuestión. Este tour se conoce comúnmente como "cazatalentos", "reconocimientos" o "go-ver".
Durante este tiempo el "departamento de ubicaciones de contacto" (en concreto, más probable es que el mismo gerente de localización en situaciones que requieren la mayor responsabilidad) ya se han establecido con  negociación comenzada con cualquier número de partes internas y externas que puedan tener incidencia en la capacidad de producción para filmar en el ubicación, también conocido como "limpieza de la ubicación", es decir, investigar y confirmar la disponibilidad y acordar los honorarios que se pagarán al dueño de una propiedad ubicación o agente, la obtención de una poliza de seguros, la obtención de los permisos de filmación necesarios (puede implicar cargos como por requisitos locales), la distribución de "cartas residentes" o "notificaciones de rodaje" - asesoramiento por escrito a los vecinos de la zona, asesorando misma de la intención de filmar en el área inmediata (a menudo necesaria según los requisitos locales, así como moralmente recomendable si la presencia de la producción puede tener un impacto apreciable sobre las actividades cotidianas). Si bien es trabajo del Ubicaciones del Departamento de anticipar y minimizar los posibles problemas asociados con una localización, también es deber del Ubicaciones del Departamento de asesorar a otros jefes de departamentos de producción de los problemas irresolubles o problemas inherentes que es necesario examinar de manera contingencias se pueden planificar o una decisión se puede hacer en cuanto a si una ubicación alternativa en realidad podría ser más adecuada. En estos planes de caso pueda hacerse y el presupuesto asignado para la investigación y la búsqueda de localizaciones.

## Gestión del cambio
Eventos de producción que incluyen el Departamento de localizaciones y su personal pueden ocurrir muy rápidamente y muy a menudo, los propios requisitos, es decir, la reescritura del guion (s), cambio de concepto creativo (s), de una localización en sí pueden cambiar sobre la marcha. Más a menudo que no, múltiples lugares asociados con varias escenas en la producción están involucrados; en algunas circunstancias, un profesional independiente o Ubicaciones ocupado y lleno de recursos Departamento Miembro del personal podrían estar involucrados en varios proyectos a la vez.

## Solución del problema
Resolver los problemas de localizaciones puede ser un trabajo muy difícil y duro para largas horas impares, lo que requiere habilidades de comunicación, el enfoque, la capacidad de  "multitarea", tomar medidas (s) de forma rápida y responsable, así como hacer uso de habilidades técnicas. La familiaridad y la capacidad de hacer uso de los recursos locales y una red de apoyo capaces son evidentes activos. Para la búsqueda de exteriores o gerente de localización que ama su trabajo, la resolución de los tipos de datos descritos anteriormente son los que hacen el trabajo interesante y gratificante.

## Reservando un sitio
Sólo después de todos los pasos anteriores, si un lugar es todavía viable y disponible, se "confirma" o "reserva". Por lo general, un contrato legalmente vinculante a una ubicación está redactado y firmado por todas las partes involucradas y se obtiene una autorización de propiedad, que está escrito, firmado el permiso del dueño de la propiedad o el agente que permite la fotografía de y representación pública a través de los medios de comunicación (es decir, difusión, vídeo, cine , publicación de la impresión).
Una vez que un lugar llega la etapa de "reservado", hay muy pocas razones aceptables para la filmación de no comenzar en forma planificada. En este punto muchas horas-hombre de trabajo de producción ajena y de cantidades considerables de dinero para honorarios y / o permisos de ubicación normalmente se han invertido con la ubicación elegida en mente. Un cambio de concepto creativo en esta etapa o fallo de cualquier tipo (es decir, dueño de la propiedad cancelación) es potencialmente muy costoso para la producción y la acción legal es una consecuencia desafortunada posible si no hay otro remedio aceptable se puede hacer. En la otra cara de la moneda, si la producción tergiversa alguna manera sí en cuanto a sus actividades, el uso previsto declarado de la ubicación, daña la propiedad (seguro que protegen al dueño de la propiedad debe ser requerido para cualquier rodaje) o por negligencia causa otros problemas para el dueño de la propiedad , dueño de la propiedad está dispuesta a buscar remedio en cualquiera de las muchas formas disponibles, incluyendo el sistema legal. En resumen, siempre es mejor si todo el mundo "juega limpio".

## Considerando el clima
Las condiciones climáticas locales pueden cambiar en gran medida en la viabilidad de una localización y afectar muchas áreas de la programación de la producción, por lo que las contingencias y suplente, planes presupuestarios eficientes deben hacerse con suficiente antelación de cualquier día disparar con la posibilidad de ser afectados por el clima. Un lugar con potencial de ser afectados por el clima siempre debe ser limpiado y colocado, por adelantado, con la comprensión y el consentimiento del dueño de la propiedad "en espera del tiempo" o bajo la condición de que la producción sólo confirmará uso de la ubicación y comenzará fotografía pendiente tiempo viable condiciones. El objetivo, además de la meta obvia de alcanzar la estética correcta para el disparo en condiciones de trabajo aceptables y seguros también está dirigido a proporcionar una mayor flexibilidad de programación de la tripulación, equipo, vehículo, etc. alquileres y otros aspectos de la producción y reducir al mínimo las molestias para el propietario y en el caso de cancelación o aplazamiento de la producción debido al tiempo, eliminar o minimizar los gastos de cancelación que sean parte de un acuerdo entre la producción y la ubicación.

## Lugares para medios de comunicación
Además de largometrajes y cortometrajes, comerciales de televisión y programas de televisión, documentales, video corporativo, imprimir la fotografía publicitaria, fotografía editorial e incluso la planificación de eventos todos tienen la posibilidad de emplear localizaciones para encontrar y fotografiar lugares para sus producciones.
Los métodos empleados son prácticamente los mismos que para la producción de largometrajes, pero los procesos a menudo difieren en algunos aspectos:
Los tiempos son generalmente más cortos y la toma de decisiones es compartida entre la producción, el director / fotógrafo y la agencia de publicidad o incluso el cliente final. Un programa de televisión de emisión semanal puede tener retos de plazo significativos por razones obvias.
A menudo, los tomadores de decisiones están geográficamente dispersos, lo que puede explicar por qué los exploradores comerciales y de impresión han sido los primeros en adoptar las presentaciones en línea y otras tecnologías digitales.

## Derechos adicionales
Los deberes del Departamento de localizaciones a menudo se extienden más allá de preproducción y en la producción real, así como después de filmar en el lugar ha terminado; un gerente de localización y / o en otros lugares los miembros del Departamento a menudo se necesitan durante el disparo real y en la envoltura para ser un punto de contacto general interna de los asuntos relacionados con las Ubicaciones Departamento, tales como asegurar el movimiento suave de la tripulación y de la ubicación, respondiendo lugares relacionados preguntas / resolución de problemas misceláneos que puedan surgir, coordinación y control de multitudes como un punto externo de contacto entre la producción y dichas partes como tal vez el dueño de la propiedad, los vecinos, la oficina de cine / gobierno local y la policía.

## Los puestos de trabajo y descripciones del trabajo
Un equipo de la película podría tener las siguientes posiciones con personal titulado en lo que respecta a las ubicaciones del Departamento. Muchas de las posiciones a menudo "Cross Over" o un miembro del departamento podría "llevar varios sombreros":

### Encargado de localizaciones
Supervisa el Departamento de ubicaciones y su personal, por lo general depende directamente del Gerente de Producción y / o Subdirector (o incluso director y / o productor ejecutivo). Location Manager es responsable de la compensación final (o garantizar el permiso de usar) un lugar para el rodaje y, a menudo debe ayudar Producción / Dept (s) de Hacienda en el mantenimiento de la gestión del presupuesto con respecto a la ubicación / cuotas de permisos reales, así como los costos de mano de obra a la producción para él y para el Ubicaciones Departamento en general.

### Asistente del encargado de localizaciones
Funciona con el gerente de localización y de los diversos departamentos de la organización de exploradores técnicos para el personal esencial (agarres, eléctrico, cámara, etc.) para ver las opciones de las que el Gestor de localización ha seleccionado para la filmación. El Lugar Subgerente será aparición durante el proceso de filmación para supervisar la operación, mientras que el Administrador de ubicaciones continúa preproducción de otra parte (generalmente una oficina) sobre las próximas ubicaciones. (Nota: En la mayoría de los programas de televisión basados en la localización, habrá dos gerentes Ubicación Assistant que los episodios alternos, lo que permite una para PrEP un próximo episodio, mientras que el otro está en el set con el actual.)

### Intermediario de localizaciones
Hace parte de la verdadera investigación, trabajo de fotografía a las posibilidades de localización de documentos.

### Investigador de localizaciones / Coordinador
En una gran película alguien podría ser asignado exclusivamente a hacer un trabajo de investigación para las ubicaciones, liberando al Scout (s) en concentrarse en fotografiar posibilidades u otras tareas. El trabajo de esta persona podría ser la de hacer los recursos de Internet o en la biblioteca pública de investigación y de contacto para evaluar dicha interés de recursos en participar en el proyecto de la película y si existe tal interés, el investigador ubicación puede ser responsable de establecer una cita para una búsqueda de exteriores para ir ya está.

### Asistente de producción
Esta posición existe generalmente en las producciones de presupuesto más grandes. El Ubicaciones PA es el asistente que casi nunca hace aparición, sino que está siempre "preparando" un lugar o "envolver" una ubicación. Es decir, cuando un lugar requiere de varios días de configurar y desglose anterior y siguiente al día (s) de la filmación.

## Métodos
Un explorador de localizaciones típicamente toma, fotografías o video de posibilidades de ubicación panorámicas descriptivas. Un buen explorador ubicación hará que las fotos de una posibilidad ubicación que reflejan los objetivos estéticos de la producción, y también incluirá la fotografía utilitaria visualmente descriptiva y la información en su presentación, la documentación de mucho más que lo que potencialmente aparecerá en pantalla.
Información descriptiva adicional podría incluir (como podría ser relevante):
- Inverso/alterna ángulo (fotografiando hacia donde la cámara podría ser), fotografía panorámica, para mostrar el espacio disponible para cámara, encendiendo, el vídeo asiste, cabello y maquillaje (y clientes en un brote comercial)
- Coordenadas geográficas, direcciones de compás, otro dato de mapa cuando puede ser aplicable
- Fotos escenificando áreas y aparcamiento disponible y/o aparcando señalización de restricción
- Croquis de mano de diseño de edificio de la calle(s), construyendo/plan de piso de la habitación(s), habitación o dimensión de área dato
- Datos de acceso de vehículo del equipo, y la disponibilidad y la información de personal necesaria para el acceso
- Notas con respecto a condiciones de sonido ambiental